# Ophiomyia beckeri
Ophiomyia beckeri är en tvåvingeart som först beskrevs av Friedrich Georg Hendel 1923.  Ophiomyia beckeri ingår i släktet Ophiomyia och familjen minerarflugor. Arten har ej påträffats i Sverige. Inga underarter finns listade i Catalogue of Life.